# Matilde Rosa Lopes de Araújo
Matilde Rosa Lopes de Araújo (Lissabon, 20 juni 1921 - aldaar, 6 juli 2010) was een Portugees schrijfster.
Ze ging niet naar de lagere en middelbare school, maar werd thuis onderwezen. Ze studeerde Romaanse talen aan de Universiteit van Lissabon en sloot haar studie in 1945 af met een scriptie over de journalistiek.
Na haar afstuderen werd ze docente in het technisch beroepsonderwijs en gaf ze aan onderwijzers in spe les over jeugdliteratuur. Daarnaast schreef ze artikelen voor kranten en verhalen voor tijdschriften. Al vroeg ging haar aandacht uit naar de rechten van kinderen. Ze was een van de oprichters van de Portugese afdeling van UNICEF en van een organisatie voor bescherming van kinderen in Portugal. Ze heeft veel artikelen geschreven over de opvoeding van kinderen en over het belang van jeugdliteratuur.
Ze had haar literaire debuut in 1943, twee jaar voor haar afstuderen, met 'A Garrana', een verhaal over euthanasie. Ze schreef meerdere literaire boeken voor volwassenen, waaronder Estrada Sem Nome (weg zonder naam) - waarmee ze een wedstrijd won aan een literatuurwetenschappelijke faculteit -, Praia Nova (nieuw strand), O Chão e a Estrela (de grond en de ster) en Voz Nua (naakte stem).
In 1980 ontving ze samen met Ricardo Alberty van de Calouste Gulbenkian Stichting de Grande Prémio de Literatura para Criança, een prijs voor jeugdliteratuur. In 1991 ontving ze voor haar boek 'De groene clown' de prijs voor het beste buitenlandse boek van de vereniging voor kunstcritici in São Paulo (Associação Paulista de Críticos de Arte). In 1994 en 1996 werd ze genomineerd voor de Hans Christian Andersenprijs, een prijs die als de Nobelprijs voor kinder- en jeugdliteratuur beschouwd wordt. In 1995 ontving ze een prijs voor het beste kinderboek van het het seizoen 1994/1995. Op 8 maart 2003, de Internationale Vrouwendag, werd ze door Jorge Sampaio, de president van Portugal, onderscheiden vanwege haar verdiensten voor de Portugese literatuur. In november 2009 kreeg ze een onderscheiding van de Sociedade Portuguesa de Autores, de Portugese schrijversbond.
Ze stierf op 89-jarige leeftijd na een langdurige ziekte.

## Werken (selectie)
- Capuchinho cinzento
- A Garrana (fictie, 1943)
- Estrada Sem Nome (fictie, 1947)
- A Escola do Rio Verde (1950)
- O Livro da Tila (kinderboek, 1957)
- O Palhaço Verde (kinderboek, 1960)
- Praia Nova (fictie, 1962)
- História de um Rapaz (1963)
- O Sol e o Menino dos Pés Frios (kinderboek, 1972)
- O Reino das Sete Pontas (1974)
- Balada das Vinte Meninas (kinderboek, 1977)
- As Botas do Meu Pai (kinderboek, 1977)
- Camões Poeta, Mancebo e Pobre (kinderboek, 1978)
- Voz Nua (poëzie, 1982)
- A Velha do Bosque (kinderboek, 1983)
- O Passarinho de Maio (kinderboek, 1990)
- Fadas Verdes (1994)
- O Chão e a Estrela (fictie, 1997)
- O Gato Dourado (kinderboek)
- Lucilina e Antenor (2008)

- Biblioteca Nacional de España: XX1194701
- Bibliothèque nationale de France: cb12073279f (data)
- Gemeinsame Normdatei: 124018599
- International Standard Name Identifier: 0000 0000 8381 5715
- Library of Congress Control Number: n89636090
- Bibliotheek van het Japanse parlement: 01163824
- Nederlandse Thesaurus van Auteursnamen: 070572003
- Réseau des bibliothèques de Suisse occidentale: 02-A027131647
- Système universitaire de documentation: 029018994
- Virtual International Authority File: 50150139
- WorldCat: E39PBJfmvby846GMhr933pQyVC

1. ↑  Gemeinsame Normdatei; geraadpleegd op: 31 december 2014.